# Football Club de Nantes 1978-1979
Questa voce raccoglie le informazioni riguardanti il Football Club de Nantes nelle competizioni ufficiali della stagione 1978-1979.

## Stagione
Dopo un esordio di stagione sottotono, che come primo risultato comportò l'eliminazione al primo turno di Coppa UEFA per mano del Benfica, in campionato il Nantes guadagnò gradualmente continuità di risultati, sino ad ottenere una striscia utile di quattordici gare consecutive, fra cui otto vittorie di fila. Accreditatisi assieme al Saint-Étienne come principali avversari dello Strasburgo capolista, all'ultima giornata i Canarini erano classificati a pari merito con i Verts e a due punti dagli alsaziani, risultando secondi grazie alla migliore differenza reti.
Inizialmente qualificati in Coppa UEFA, i Canarini guadagnarono l'accesso alla Coppa delle Coppe grazie alla vittoria in Coppa di Francia: sconfitte due formazioni non professionistiche nei primi due turni, il Nantes ottenne una doppia vittoria gli ottavi contro il Nizza e resistette a un tentativo di rimonta dell'Olympique Marsiglia al ritorno dei quarti di finale ed ebbe accesso alla finale grazie al 6-2 ottenuto all'andata contro l'Angoulême. Opposti in finale contro il club di seconda divisione dell'Auxerre i Canarini risolsero l'incontro durante i tempi supplementari, ottenendo per la prima volta il trofeo nazionale.

## Maglie e sponsor
Lo sponsor tecnico per la stagione 1978-1979 è Adidas, mentre lo sponsor ufficiale è Europe 1 per il campionato e Perrier per la Coppa di Francia.
| Manica sinistra · Manica sinistra · Maglietta · Maglietta · Manica destra · Manica destra · Pantaloncini · Pantaloncini · Calzettoni · Calzettoni |

## Rosa
| N. |                      | Ruolo | Calciatore                 |
| -- | -------------------- | ----- | -------------------------- |
|    | Francia (bandiera)   | P     | Jean-Paul Bertrand-Demanes |
|    | Argentina (bandiera) | D     | Ángel Bargas               |
|    | Francia (bandiera)   | D     | Michel Bibard              |
|    | Francia (bandiera)   | D     | Maxime Bossis              |
|    | Francia (bandiera)   | D     | Raynald Denoueix           |
|    | Francia (bandiera)   | D     | Patrice Rio                |
|    | Francia (bandiera)   | D     | Bruno Steck                |
|    | Francia (bandiera)   | C     | Henri Michel (capitano)    |
|    | Argentina (bandiera) | C     | Oscar Muller               |

| N. |                      | Ruolo | Calciatore        |
| -- | -------------------- | ----- | ----------------- |
|    | Francia (bandiera)   | C     | Gilles Rampillon  |
|    | Francia (bandiera)   | C     | Omar Sahnoun      |
|    | Francia (bandiera)   | C     | Thierry Tusseau   |
|    | Francia (bandiera)   | A     | Loïc Amisse       |
|    | Francia (bandiera)   | A     | Henri Aniol       |
|    | Francia (bandiera)   | A     | Bruno Baronchelli |
|    | Francia (bandiera)   | A     | Guy Lacombe       |
|    | Francia (bandiera)   | A     | Éric Pécout       |
|    | Argentina (bandiera) | A     | Víctor Trossero   |

## Risultati

### Coppa UEFA
| Arbitro: | Ponnet |

|  |           |                      |
|  | Marcatori | 35’ Chalana 40’ Nené |

| Lisbona 27 settembre 1978 Trentaduesimi di finale – Ritorno | Benfica      | 0 – 0 referto | Nantes | Estádio da Luz (45.000 spett.)\| Arbitro: \| Kindervarter \| |
| Arbitro:                                                    | Kindervarter |               |        |                                                              |

## Statistiche

### Andamento in campionato
| Giornata  | 1 | 2  | 3  | 4  | 5  | 6  | 7  | 8  | 9  | 10 | 11 | 12 | 13 | 14 | 15 | 16 | 17 | 18 | 19 | 20 | 21 | 22 | 23 | 24 | 25 | 26 | 27 | 28 | 29 | 30 | 31 | 32 | 33 | 34 | 35 | 36 | 37 | 38 |
| --------- | - | -- | -- | -- | -- | -- | -- | -- | -- | -- | -- | -- | -- | -- | -- | -- | -- | -- | -- | -- | -- | -- | -- | -- | -- | -- | -- | -- | -- | -- | -- | -- | -- | -- | -- | -- | -- | -- |
| Luogo     | C | T  | T  | C  | T  | C  | T  | C  | T  | C  | T  | C  | T  | C  | T  | C  | T  | C  | T  | C  | C  | T  | C  | T  | C  | T  | C  | T  | C  | T  | C  | T  | C  | T  | C  | T  | C  | T  |
| Risultato | V | P  | P  | V  | P  | N  | P  | V  | N  | V  | N  | V  | P  | V  | N  | V  | P  | V  | V  | V  | V  | V  | V  | V  | V  | N  | N  | V  | V  | V  | V  | P  | V  | N  | V  | N  | V  | V  |
| Posizione | 7 | 10 | 14 | 10 | 13 | 12 | 15 | 13 | 13 | 10 | 9  | 7  | 9  | 8  | 8  | 6  | 6  | 6  | 5  | 4  | 4  | 3  | 2  | 2  | 2  | 2  | 2  | 2  | 2  | 2  | 2  | 2  | 2  | 3  | 3  | 2  | 2  | 2  |

Fonte:  France » Ligue 1 1978/1979 » Schedule, su worldfootball.net.
Legenda:

Luogo: C = Casa; T = Trasferta. Risultato: V = Vittoria; N = Pareggio; P = Sconfitta.